# Roland Garthof
Roland Garthof (* 30. August 1958) ist ein deutscher ehemaliger Fußballspieler, der in Sondershausen in den 1980er Jahren im Zweitligafußball aktiv war.

## Sportliche Laufbahn
Ab dem 7. Lebensjahr spielte Roland Garthof in Sondershausen organisiert Fußball. Mit der  Betriebssportgemeinschaft BSG Glückauf Sondershausen stieg er 1980 von der Bezirksliga in die zweitklassige DDR-Liga auf. Dort war er sechs Spielzeiten lang als Stürmer Stammspieler. In jeder Saison gehörte er in den Ligaspielen zu den Torschützen, 1981 und 1982 war er mit jeweils elf Treffern Torschützenkönig der BSG Glückauf. Mit 28 Jahren bestritt Garthoff 1986/87 seine letzte  DDR-Liga-Saison. Von 34 ausgetragenen Punktspielen absolvierte er lediglich nur 17 Partien. Er war hauptsächlich Einwechselspieler, nur sechsmal stand er in der Startelf. Am 25. Spieltag erzielte er sein einziges Tor. Am 34. Spieltag absolvierte Garthof sein letztes der 151 DDR-Ligaspiele, in denen er 44 Tore erzielt hatte.
Nach dieser Saison stieg Glückauf in die Bezirksliga ab, wurde mit Garthof zwar Bezirksmeister, verpasste aber in den Aufstiegsspielen die Rückkehr in die DDR-Liga, in die die BSG bis zum Ende des DDR-Fußballs nicht mehr zurückkehrte. Nach der Neuordnung des ostdeutschen Fußballs spielte Garthof ab 1990 mit der Mannschaft in der neu eingerichteten drittklassigen Landesliga Thüringen. Durch einen Arbeitsunfall, bei dem Garthof den linken Arm verlor, konnte er nicht mehr in der 1. Mannschaft spielen, sondern war später nur noch in der 3. und 4. Mannschaft aktiv.